# 曼德尔巴赫塔尔
曼德尔巴赫塔尔（德語：Mandelbachtal，發音：[ˈmandl̩baxˌtaːl]，意为“曼德尔河谷”）是德国萨尔兰州萨尔普法尔茨县的市镇，面积57.71平方千米，2023年12月31日人口为10,543人。